# Крънка
„Крънка“ (на руски: винтовка Крынка), често наричан на български и Кримка или Кринка, e модел руски винтовки, използвани масово в руската армия след 1869 година.
Моделът е разработен от австрийския оръжейник Силвестър Крънка и намира широко приложение в Русия, тъй като позволява преработката на съществуващи по-стари винтовки с предно зареждане. „Крънка“ има редица недостатъци, като ниската скорострелност, лошата балистика и ненадеждното изхвърляне на гилзите. След 1870 година започва постепенната ѝ замяна с модела „Берданка“, но пушката остава в широка употреба по време на Руско-турската война от 1877 – 1878 година и е първото основно оръжие на създадената след нея Българска армия.
Като резервно оръжие „Крънка“ се запазва и през следващите десетилетия, като при влизането на България в Първата световна война 12 800 пушки все още са на въоръжение.